# Jan Carle
Jan Magnus Torstensson Carle, född 1937 i Lund, är en svensk jurist och politiker (moderat) och kommunstyrelsens ordförande i Nyköpings kommun 2006-2010. Jan Carle har varit ledamot av kommunfullmäktige 1994–1998, vice ordförande i kommunstyrelsen 2002–2006 samt innehavare av en lång rad andra politiska uppdrag i kommunen. Han har varit rådman i Länsrätten i Södermanlands län minst från 1980 till omkring 2000. Jan Carle avgick som kommunalråd och kommunstyrelsens ordförande efter valet 2010. Kommunstyrelsen fick då en socialdemokratisk ordförande. Jan Carle är också författare. Han skriver aforismer.